# Миноносцы типа «Трюгг»
Тип «Трюгг» (норв. Trygg-klasse), также часто обозначавшийся как тип «Снёгг» — серия норвежских миноносцев 1-го класса. Проект был разработан конструкторским бюро верфи флота в Хортене и предназначался для действий во фьордах. В 1917—1923 годах были построены три корабля этого типа, ставшего последней серией миноносцев на вооружении КВМС Норвегии. Все три приняли участие в отражении германского вторжения в апреле 1940 года. Один из них, «Стегг», был потоплен, когда одна из его торпед сдетонировала под огнём немецкого учебно-артиллерийского судна «Бремзе», тогда как «Трюгг» выбросился на мель после повреждения при налёте авиации. «Снёгг» был брошен экипажем и захвачен германскими войсками, войдя в состав их флота в качестве сторожевого корабля, как и поднятый и отремонтированный позднее «Трюгг». «Снёгг» сел на мель в 1943 году и был позднее разобран на слом, тогда как «Трюгг» был потоплен при налёте авиации антигитлеровской коалиции в 1944 году.

## Представители
| Название    | Судоверфь             | Закладка | Спуск на воду   | Вступление в строй | Судьба                                                                               |
| ----------- | --------------------- | -------- | --------------- | ------------------ | ------------------------------------------------------------------------------------ |
| Трюгг Trygg | верфь Мосса           | 1917     | 31 мая 1919     | 1920               | потоплен авиацией Союзников 23 октября 1944 в Хьельте-Фьорде                         |
| Снёгг Snøgg | верфь флота в Хортене | 1917     | 2 сентября 1920 |                    | выброшен на берег 6 сентября 1943, позднее пущен на слом                             |
| Стегг Stegg | верфь флота в Хортене | 1917     | 16 июня 1921    | 6 июля 1923        | потоплен огнём германского учебного судна «Бремзе» 20 апреля 1940 в Хардангер-Фьорде |